# Chó sục xanh Paul
Chó sục xanh Paul còn được gọi với một cái tên khác là Chó Poll xanh, là một giống chó có nguồn gốc từ Scotland và hiện đã bị tuyệt chủng.

## Ngoại hình
Chó sục xanh Paul nặng khoảng 45 lb (20 kg), có nhiều nguồn khác nhau về chiều cao của nó, một số bang ước tính chiều cao khi đứng của nó khoảng 14 in (36 cm), tính từ vai, trong khi nguồn khác ước tính nó cao tới 20 in (51 cm). Giống chó này khá tương đồng với giống chó sục bò.
Chó sục xanh Paul có một bộ lông mượt, màu sắc thông thường là màu xanh đậm, tương tự như một số Chó săn hươu, tuy nhiên một số con chó có vằn vện hoặc có bộ lông màu đỏ, được gọi là màu đỏ "bệnh nấm than".

## Tính cách
Chó sục xanh Paul được biết đến với tính can đảm và sức mạnh, chúng được đánh giá là có tính chất ngang tàng, có thể phải trả giá bằng cái chết. Khi chiến đấu, chúng được đánh giá là một chuyên gia và khéo léo trong chiến thuật, điều làm cho giống chó có sức quyến rũ tuyệt vời với những người đam mê chó chiến.

## Di sản
Do kỹ năng chiến đấu của nó, vào đầu thế kỷ 19, Chó sục xanh Paul là một giống chó cơ bản trong sự phát triển của Chó sục bò Staffordshire, màu xanh của nó vẫn có thể được nhìn thấy trong giống chó này. Chó sục xanh Paul cũng ảnh hưởng đến sự phát triển của Chó sục bò Hoa Kỳ và Chó sục Staffordshire Hoa Kỳ.